# Тарман Шанмугаратнам
Тарман Шанмугаратнам (нар. 25 лютого 1957) — сінгапурський державний діяч і економіст, чинний президент Сінгапуру від 14 вересня 2023 року. До обрання президентом Тарман обіймав посаду старшого міністра Сінгапуру з 2019 по 2023 роки, міністра-координатора соціальної політики з 2015 по 2023 рік і голови валютного управління Сінгапуру з 2011 по 2023 рік.
Наразі Тарман очолює Раду опікунів «Групи тридцяти», глобальної ради економічних і фінансових лідерів з державного та приватного секторів та наукових кіл. З 2021 року він також очолює незалежну групу G20 високого рівня з питань глобального фінансування готовності до пандемії та реагування.
Тарман також очолював Міжнародний валютно-фінансовий комітет (МВФК), політичний консультативний комітет Міжнародного валютного фонду (МВФ), з 2011 по 2014 рік, ставши першим в історії головою з Азійського регіону.
8 червня 2023 року Тарман оголосив про свій намір балотуватися на президентських виборах 2023 року та про свою заплановану відставку 7 липня 2023 року з усіх своїх посад в уряді та як члена Партії Народної Дії, оскільки президент має бути позапартійним.
2 вересня 2023 року Тарман був оголошений переможцем, отримавши 70,40 % голосів, і був обраний дев'ятим президентом Сінгапуру. Він став першим некитайським кандидатом у президенти, який переміг на конкурентних президентських виборах у Сінгапурі. Його результат (70,40 %) став найвищим за всю історію президентських виборів у Сінгапурі. 
Інавгурація Тармана пройшла 14 вересня 2023 у президентському палаці Істана .